# Presidenti del Friuli-Venezia Giulia

Bandiera del Friuli-Venezia Giulia

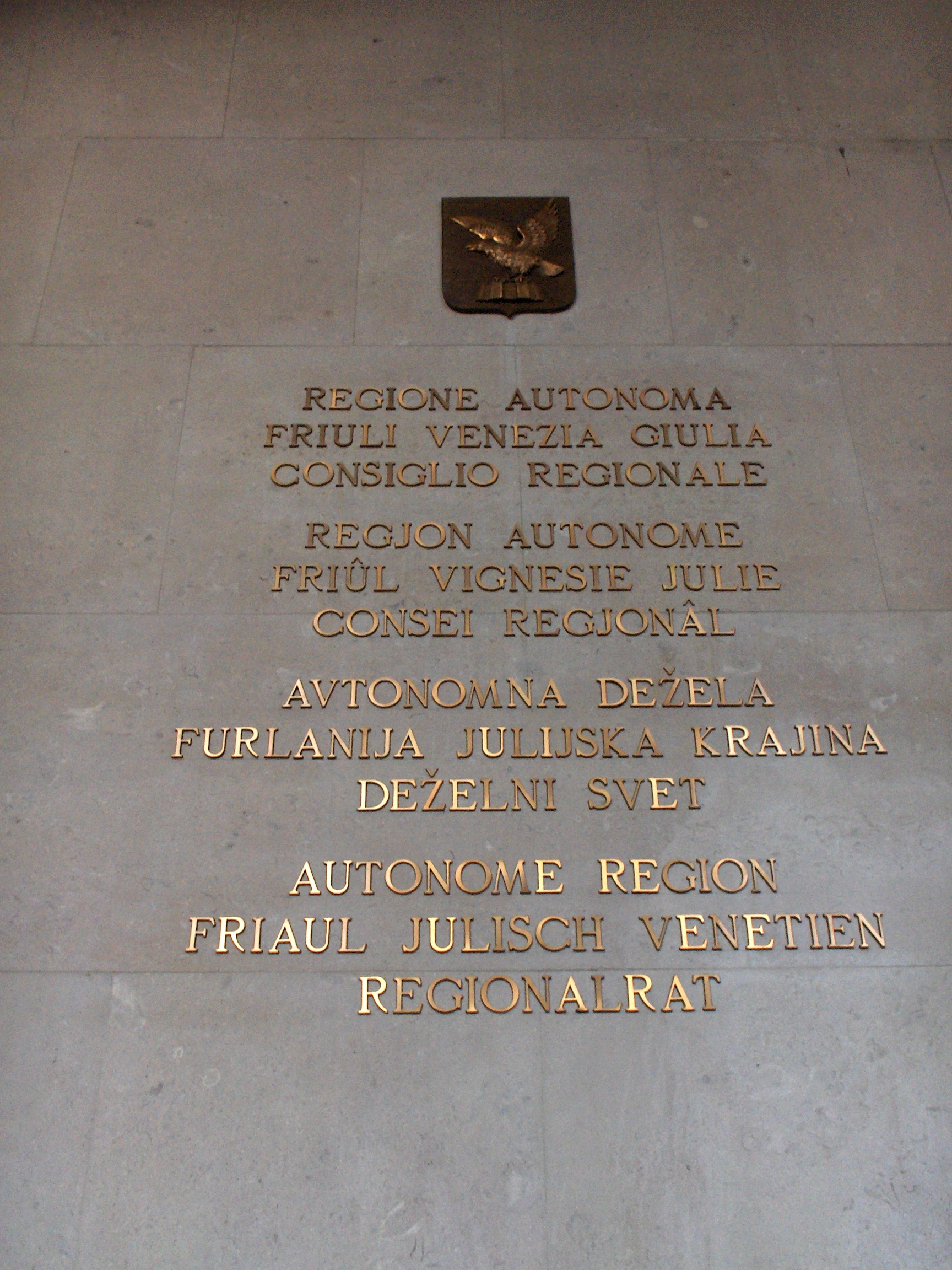
La targa in tutte le lingue della regione al Consiglio regionale, Trieste

I presidenti della Giunta regionale del Friuli-Venezia Giulia sono stati finora quattordici, che hanno presieduto 26 giunte regionali diverse. Antonio Comelli è il politico che ha presieduto più giunte (7 volte), seguito da Adriano Biasutti (5 giunte) e Alfredo Berzanti (3 giunte). Con la legge costituzionale 31 gennaio 2001, nr.2 il sistema istituzionale della Regione è stato innovato: il presidente della Giunta regionale è, da quel momento, definito presidente della Regione. La Democrazia Cristiana e la Lega Nord sono i partiti che enumerano più presidenti, ben 4 ciascuno.

## Elenco
I presidenti del Friuli-Venezia Giulia susseguitisi dal 1964 ad oggi sono i seguenti:
| Nº                                     | Presidente (Nascita-Morte) | Presidente (Nascita-Morte) | Presidente (Nascita-Morte)   | Partito                            | Giunta                                                     | Composizione      | Composizione                                          | Mandato         | Mandato          | Leg.            |
| Nº                                     | Presidente (Nascita-Morte) | Presidente (Nascita-Morte) | Presidente (Nascita-Morte)   | Partito                            | Giunta                                                     | Composizione      | Composizione                                          | Inizio          | Fine             | Leg.            |
| -------------------------------------- | -------------------------- | -------------------------- | ---------------------------- | ---------------------------------- | ---------------------------------------------------------- | ----------------- | ----------------------------------------------------- | --------------- | ---------------- | --------------- |
| 1                                      |                            |                            | Alfredo Berzanti (1920-2000) | Democrazia Cristiana               | Berzanti I                                                 |                   | Centrismo DC (8)-PSDI (3)                             | 24 giugno 1964  | 17 febbraio 1966 | I (1964)        |
| 1                                      | Berzanti II                |                            | Alfredo Berzanti (1920-2000) | Democrazia Cristiana               | Centro-sinistra "organico" DC (8)-PSI (2)-PSDI (2)-PRI (1) | 17 febbraio 1966  | 1º luglio 1968                                        |                 |                  | I (1964)        |
| 1                                      | Berzanti III               |                            | Alfredo Berzanti (1920-2000) | Democrazia Cristiana               | DC (8)-PSU (4) PRI (1)                                     | 1º luglio 1968    | 30 luglio 1973                                        | II (1968)       |                  |                 |
| 2                                      |                            |                            | Antonio Comelli (1920-1998)  | Democrazia Cristiana               | Comelli I                                                  |                   | DC (9)-PSI (3)-PSDI (2)-PRI (1)                       | 30 luglio 1973  | 22 novembre 1974 | III (1973)      |
| 2                                      | Comelli II                 |                            | Antonio Comelli (1920-1998)  | Democrazia Cristiana               | DC (10)-PSI (2)-PSDI (2)-PRI (1)                           | 22 novembre 1974  | 23 dicembre 1975                                      |                 |                  | III (1973)      |
| 2                                      | Comelli III                |                            | Antonio Comelli (1920-1998)  | Democrazia Cristiana               | DC (9)-PSDI (2)-PRI (1)                                    | 23 dicembre 1975  | 21 settembre 1978                                     |                 |                  | III (1973)      |
| 2                                      | Comelli IV                 |                            | Antonio Comelli (1920-1998)  | Democrazia Cristiana               | DC (12)                                                    | 21 settembre 1978 | 2 aprile 1980                                         | IV (1978)       |                  |                 |
| 2                                      | Comelli V                  |                            | Antonio Comelli (1920-1998)  | Democrazia Cristiana               | DC (9)-PSI (3)-PRI (1)                                     | 2 aprile 1980     | 22 settembre 1982                                     | IV (1978)       |                  |                 |
| 2                                      | Comelli VI                 |                            | Antonio Comelli (1920-1998)  | Democrazia Cristiana               | Pentapartito DC (9)-PSI (3)-PSDI (1)-PRI (1)-PLI (1)       | 22 settembre 1982 | 29 luglio 1983                                        | IV (1978)       |                  |                 |
| 2                                      | Comelli VII                |                            | Antonio Comelli (1920-1998)  | Democrazia Cristiana               | DC (8)-PSI (3)-PSDI (2)-PRI (1)-PLI (1)                    | 29 luglio 1983    | 23 ottobre 1984                                       | V (1983)        |                  |                 |
| 3                                      |                            |                            | Adriano Biasutti (1941-2010) | Democrazia Cristiana               | Biasutti I                                                 |                   | DC (9)-PSI (3)-PSDI (1)-PRI (1)-PLI (1)               | V (1983)        | 23 ottobre 1984  | 10 ottobre 1985 |
| 3                                      | Biasutti II                |                            | Adriano Biasutti (1941-2010) | Democrazia Cristiana               | DC (9)-PSI (4)-PSDI (1)-PRI (1)                            | 10 ottobre 1985   | 26 luglio 1987                                        | V (1983)        |                  |                 |
| 3                                      | Biasutti III               |                            | Adriano Biasutti (1941-2010) | Democrazia Cristiana               | DC (9)-PSI (2)-PSDI (3)- PRI (1)                           | 26 luglio 1987    | 8 luglio 1988                                         | V (1983)        |                  |                 |
| 3                                      | Biasutti IV                |                            | Adriano Biasutti (1941-2010) | Democrazia Cristiana               | DC (8)-PSI (5)-PSDI (1)-PRI (1)                            | 8 luglio 1988     | 20 settembre 1989                                     | VI (1988)       |                  |                 |
| 3                                      | Biasutti V                 |                            | Adriano Biasutti (1941-2010) | Democrazia Cristiana               | DC (9)-PSI (4)-PSDI (2)-PRI (1)                            | 20 settembre 1989 | 14 gennaio 1992                                       | VI (1988)       |                  |                 |
| 4                                      |                            |                            | Vinicio Turello (1930-2013)  | Democrazia Cristiana               | Turello                                                    |                   | DC (9)-PSI (4)-PSDI (1)-PRI (1)                       | VI (1988)       | 14 gennaio 1992  | 3 agosto 1993   |
| 5                                      |                            |                            | Pietro Fontanini (1952-)     | Lega Nord                          | Fontanini                                                  |                   | LN (9)-PLI (1)-PRI (1)                                | 3 agosto 1993   | 12 gennaio 1994  | VII (1993)      |
| 6                                      |                            |                            | Renzo Travanut (1946-)       | Partito Democratico della Sinistra | Travanut                                                   |                   | PDS (5)-LAF (2)-FdV (2)-DC (1)-Ind. (2)               | 12 gennaio 1994 | 18 luglio 1994   | VII (1993)      |
| 7                                      |                            |                            | Alessandra Guerra (1963-)    | Lega Nord                          | Guerra                                                     |                   | LN (5)-FI (1)-PPI (4)-PRI (1)                         | 18 luglio 1994  | 7 novembre 1995  | VII (1993)      |
| 8                                      |                            |                            | Sergio Cecotti (1956-)       | Lega Nord                          | Cecotti                                                    |                   | LN (4)-PPI (3)-PDS (2)-FdV (1)-SI (1)                 | 7 novembre 1995 | 5 dicembre 1996  | VII (1993)      |
| 9                                      |                            |                            | Giancarlo Cruder (1947-)     | Partito Popolare Italiano          | Cruder                                                     |                   | L'Ulivo PPI (4)-PDS (3)-FdV (1)-SI (1)-PRI (1)-RI (1) | 5 dicembre 1996 | 31 luglio 1998   | VII (1993)      |
| 10                                     |                            |                            | Roberto Antonione (1953-)    | Forza Italia                       | Antonione                                                  |                   | Polo per le Libertà FI (7)-AN (2)-CCD (1)-UF (1)      | 31 luglio 1998  | 15 giugno 2001   | VIII (1998)     |
| 11                                     |                            |                            | Renzo Tondo (1956-)          | Forza Italia                       | Tondo I                                                    |                   | LN (3)-AN (3)-FI (2)-CCD (1)                          | 15 giugno 2001  | 14 giugno 2003   | VIII (1998)     |
| Presidenti eletti con elezione diretta |                            |                            |                              |                                    |                                                            |                   |                                                       |                 |                  |                 |
| 12                                     |                            |                            | Riccardo Illy (1955-)        | Indipendente                       | Illy                                                       |                   | Intesa Democratica Ind. (4)-DS (3)-DL (2)-PRC (1)     | 14 giugno 2003  | 19 aprile 2008   | IX (2003)       |
| (11)                                   |                            |                            | Renzo Tondo (1956-)          | Il Popolo della Libertà            | Tondo II                                                   |                   | PdL (6)-LN (2) UdC (1)-Ind. (1)                       | 19 aprile 2008  | 25 aprile 2013   | X (2008)        |
| 13                                     |                            |                            | Debora Serracchiani (1970-)  | Partito Democratico                | Serracchiani                                               |                   | PD (4)-SEL (1)-CpP (1)-Ind. (2)                       | 25 aprile 2013  | 26 marzo 2018    | XI (2013)       |
| 14                                     |                            |                            | Massimiliano Fedriga (1980-) | Lega                               | Fedriga I                                                  |                   | LSP (6)-FI (2)-FdI (1)- Progetto FVG (1)-Ind. (1)     | 3 maggio 2018   | 7 aprile 2023    | XII (2018)      |
| 14                                     | Fedriga II                 |                            | Massimiliano Fedriga (1980-) | Lega                               | LSP (9)-FdI (8)-FP (8)- FI (3)                             | 7 aprile 2023     | in carica                                             | XIII (2023)     |                  |                 |

## Presidenti per durata complessiva
| N. | Presidente               | Giorni in carica |
| -- | ------------------------ | ---------------- |
| 1  | Antonio Comelli          | 4103             |
| 2  | Alfredo Berzanti         | 3323             |
| 3  | Massimiliano Fedriga     | 2666             |
| 4  | Adriano Biasutti         | 2639             |
| 5  | Renzo Tondo              | 2561             |
| 6  | Debora Serracchiani      | 1796             |
| 7  | Riccardo Illy            | 1771             |
| 8  | Roberto Antonione        | 1050             |
| 9  | Giancarlo Cruder         | 603              |
| 10 | Vinicio Turello          | 567              |
| 11 | Alessandra Guerra        | 477              |
| 12 | Sergio Cecotti           | 394              |
| 13 | Renzo Travanut           | 187              |
| 14 | Pietro Fontanini         | 162              |
| -  | Sergio Bolzonello (f.f.) | 38               |